# The 19th Wife
The 19th Wife là một cuốn tiểu thuyết năm 2008 của David Ebershoff. Lấy cảm hứng từ cuộc đời của Ann Eliza Young, cuốn tiểu thuyết đan xen câu chuyện lịch sử với bí ẩn giết người thời hiện đại. Một bộ phim truyền hình chuyển thể được phát sóng trên Lifetime vào ngày 13 tháng 9 năm 2010, với sự tham gia của Matt Czuchry, Patricia Wettig và Chyler Leigh.

## Nội dung
Jordan Scott đã bị trục xuất khỏi giáo phái chính thống của mình ở miền nam Utah ngày nay, nhưng anh quay trở lại để xác định xem mẹ anh có giết cha anh hay không. Mẹ anh là vợ thứ 19 của cha anh. Xen kẽ với bí ẩn giết người này là câu chuyện lịch sử về Ann Eliza Young, người vợ thứ 19 của Brigham Young, diễn ra vào cuối những năm 1800.

## Nhân vật
- Jordan Scott là con trai của BeckyLyn Scott, người bị buộc tội giết cha của Jordan. Jordan đã bị vạ tuyệt thông khỏi giáo phái tôn giáo của mình. Anh là một thanh niên đồng tính luyến ái làm việc trong lĩnh vực xây dựng ở khu vực Los Angeles.
- BeckyLyn Scott bị buộc tội giết chồng. Cô là vợ thứ 19 của ông.
- Queenie là em gái cùng cha khác mẹ của Jordan Scott. Anh ta bị vạ tuyệt thông khi bị bắt gặp đang tay trong tay với cô. Cô vẫn ở lại cộng đồng và giúp Jordan điều tra vụ giết cha của họ.